# Thomassima
Thomassima war eine italienische Automarke, die auf den aus den USA stammenden Automobildesigner Tom Meade zurückging. Die Thomassimas sind individuell gestaltete Sonderfahrzeuge mit Ferrari-Technik. Ihre Stellung im Gefüge klassischer Ferraris wird unterschiedlich bewertet.

## Markengeschichte
Tom Meade (1939–2014) war ein autodidaktisch arbeitender Designer aus den Vereinigten Staaten. Ab 1960 lebte er in Italien. Er bestritt seinen Lebensunterhalt in dieser Zeit damit, ältere italienische Sport- und Rennwagen zu restaurieren und an US-amerikanische Kunden zu verkaufen. Einige Autos überarbeitete er technisch und äußerlich nach Maßgabe individueller Kundenwünsche. Zwischen 1964 und 1970 entwarf Meade eine Reihe von Sportwagenkarosserien, die er mit Unterstützung der Karosseriebauunternehmen Drogo, Fantuzzi und Neri e Bonacini in Modena in Einzelstücken verwirklichte. Meades Autos bauten regelmäßig auf älteren Chassis italienischer Sportwagenhersteller auf. Sein erstes Fahrzeug entstand 1960 auf dem Fahrgestell eines 1956 hergestellten Maserati 350S. Die folgenden Modelle nutzten in unterschiedlichem Maße die technische Basis verschiedener Ferrari-Rennwagen. Sie erhielten in Anlehnung an Meades Vornamen die Bezeichnung Thomassima. Insgesamt entstanden mindestens vier Fahrzeuge, nach einer anderen Quelle sechs. Parallel zur Thomassima-Reihe gestaltete Meade für Neri e Bonacini die Nembo Ferraris.

## Fahrzeuge der Thomassima-Reihe

### Thomassima I
Zum Thomassima I gibt es sehr unterschiedliche Darstellungen.
Den gängigen Quellen zufolge entstand der Thomassima I 1964 bei Neri e Bonacini als Auftragsarbeit für einen Schweizer oder ein US-amerikanischen Kunden Meades. Die hierzu veröffentlichten zeitgenössischen Abbildungen zeigen ein zweitüriges Fließheckcoupé mit festem Dach, vorn angeschlagenen Türen und einer Dachpartie, die von der Windschutzscheibe geradlinig bis zum Heck abfiel. Technische Basis war danach das Chassis eines Ferrari 250 GT, dessen Fahrgestellnummer nicht überliefert ist. Antriebsquelle war ein Zwölfzylinder-V-Motor aus Ferraris Tipo-128-Reihe mit 2953 cm³ Hubraum und einer Leistung von 240 PS (177 kW). Der Thomassima I sei einige Zeit in einem florentinischen Lagerhaus untergebracht gewesen und im November 1966 bei der Überschwemmung in Florenz zerstört worden.
Tom Meade beschrieb den Thomassima I dagegen wesentlich anders. Danach war der Thomassima I ein Coupé mit Flügeltüren und einem herausnehmbaren Dachteil. Das Auto war mit einem Achtzylinder-V-Motor von Chevrolet ausgestattet. Demzufolge wäre der Thomassima I ein komplett anderes Auto als das, das in den gängigen Quellen unter dieser Bezeichnung beschrieben wird. Die Zuordnung des mit zeitgenössischen Bildern dokumentierten Autos wäre danach ungeklärt.

### Thomassima II

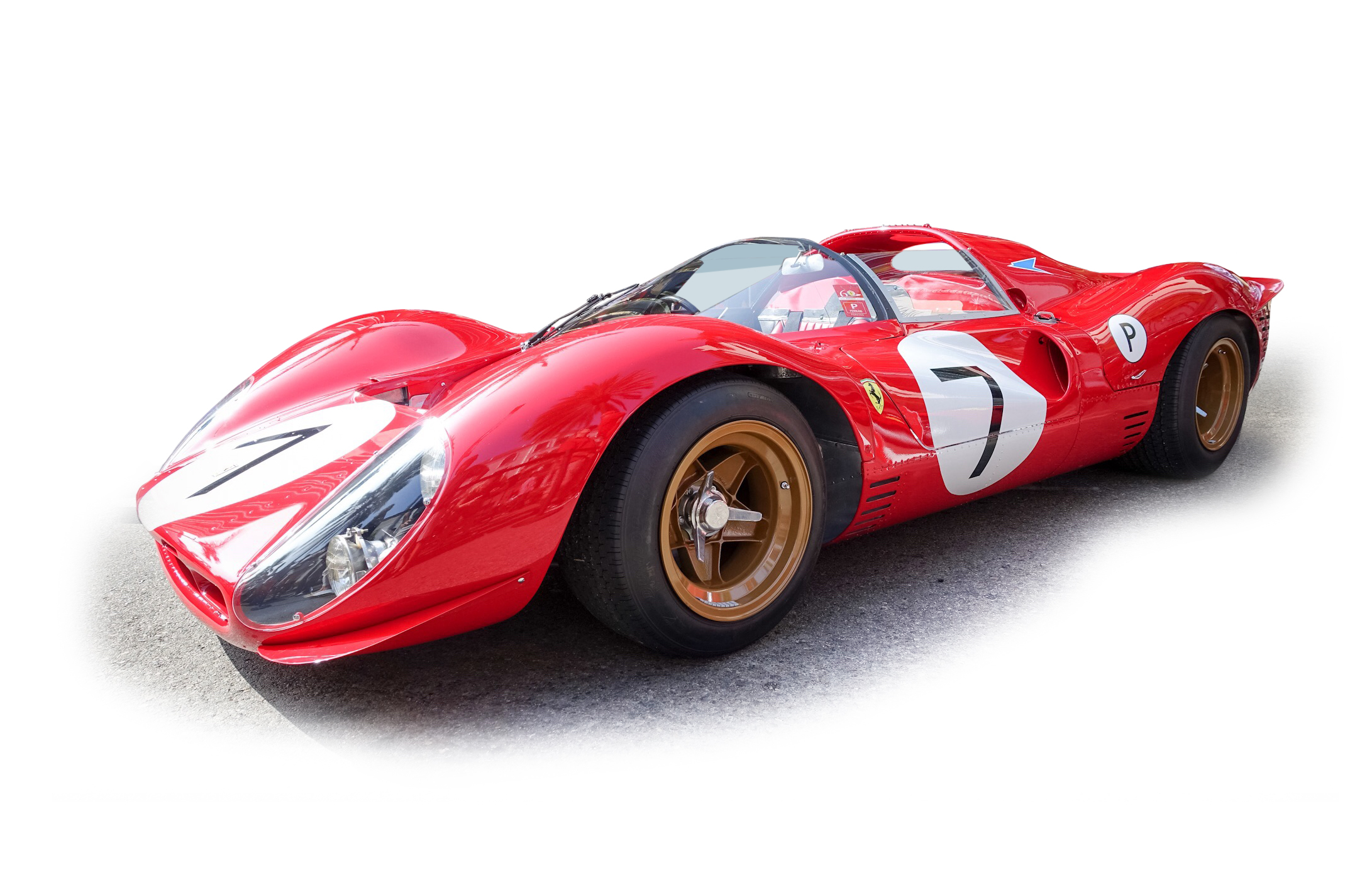
Stilistisches Vorbild für den Thomassima II: Ferrari 330P4

Der Thomassima II entstand 1967 als Auftragsarbeit für einen kalifornischen Kunden.  Er gilt als Hommage an die Rennsportwagen Ferrari 330P3 und 330P4, die die Scuderia Ferrari 1966 und 1967 in der Sportwagen-Weltmeisterschaft einsetzte. Wie das Vorbild ist der Thomassima II ein Mittelmotorsportwagen. Den meisten Quellen zufolge baute Meade – anders als bei seinen sonstigen Konstruktionen – für den Thomassima II einen eigenen Gitterrohrrahmen, für den er Komponenten eines älteren italienischen oder britischen Rennwagens verwendete. Das Karosseriedesign orientiert sich an den Vorbildern von Ferrari, ist aber in Details eigenständig. Unterschiede zeigen sich insbesondere bei den Proportionen, bei der Windschutzscheibe und der Motorabdeckung. Die Karosserie wurde von Piero Drogos Carrozzeria Sports Cars hergestellt. Als Antrieb diente ein 3,0 Liter großer Zwölfzylinder-V-Motor von Ferrari aus der Colombo-Familie; einer Quelle zufolge kam er aus einem älteren Ferrari 250 GT.
Nach Auslieferung in die USA meldete der Käufer das Auto 1968 als Ferrari 250/P4 zum Pebble Beach Concours d’Elegance. Nachdem der Thomassima II für einige Jahrzehnte nicht öffentlich in Erscheinung getreten war, wurde er nach einer sieben Jahre dauernden Restauration in einem texanischen Fachbetrieb 2015 für einen Preis von 9.000.000 US-$ zum Verkauf angeboten. Das Fahrzeug galt nach Auktionsende als verkauft, allerdings ist der Kaufpreis nicht überliefert.

### Thomassima III

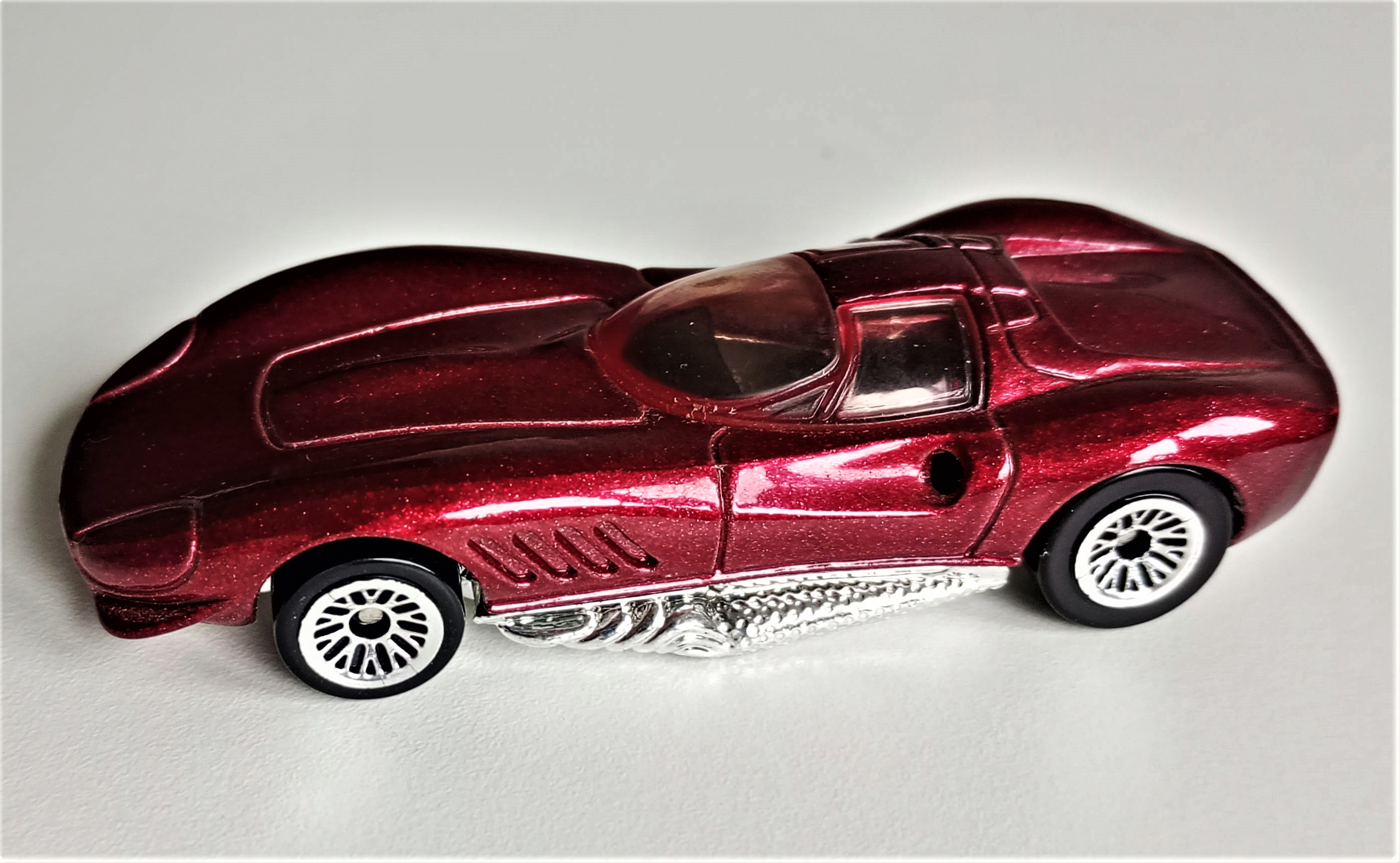
Modell des Thomassima III

Der Thomassima III entstand etwa 1968. Spenderfahrzeug war ein Ferrari 250 GT Coupé (Fahrgestellnummer 1065GT), das in seiner ursprünglichen Fassung 1958 entstanden war. Das rot lackierte Auto hat ein weit zurückgesetztes Passagierabteil und Flügeltüren. Die Auspuffrohre sind den Fahrzeugflanken entlanggeführt und in sich verdreht. Der Motor blieb unverändert, allerdings stattete Meade das Auto mit einem handgeschalteten Fünfganggetriebe von ZF aus. Meade hielt den Thomassima III für sein bestes Design. Der Wagen ist auch nach Meades Tod noch in Familienbesitz.

### Projekt: Thomassima IV
Mit dem zeitlichen Abstand von mehreren Jahrzehnten begann Meade, Pläne für einen weiteren Thomassima zu entwickeln. Der Thomassima IV sollte sich an dem Sportwagen-Prototyp Ferrari 333SP von 1993 orientieren. Meade starb, bevor das Projekt beendet wurde.

### Virginia
Das 1970 fertiggestellte Modell Virginia basierte auf dem Ferrari 250 GTO. Es hatte eine geschlossene Aluminium-Karosserie in Form eines Coupés. Die Fahrzeughöhe betrug nur 40 Zoll, umgerechnet etwa 101,6 cm. Als Höchstgeschwindigkeit waren 170 Meilen pro Stunde (etwa 274 km/h) angegeben. Meade stellte hiervon drei Fahrzeuge her, von denen er zwei für jeweils 15.000 US-Dollar verkaufte. Zum Vergleich: Ein Chevrolet Corvette kostete ab etwa 5000 Dollar.